# Architecture espagnole à Laâyoune
L'architecture espagnole occupe une partie importante du tissu urbain et du patrimoine bâti de la ville de Laâyoune, région Laâyoune-Sakia El Hamra, au Maroc. Les quartiers espagnols constituent, en effet, le tout premier noyau de la ville.

## Contexte historique
La colonisation espagnole des territoires sahariens débutent en 1884 et prend fin en 1975.
Durant cette époque, et plus précisément en 1938, une caserne militaire et un point d’escale protégé pour les avions espagnols sont établis dans l’emplacement actuel de la ville. 
Un an plus tard, cet emplacement stratégique, en raison de sa proximité de la vallée de Sakia El Hamra et de l'océan Atlantique, connait une expansion rapide et se transforme d’une zone militaire à un établissement humain : La ville de Laâyoune est officiellement fondée en 1984.
En 1950, Laâyoune est dotée d’un plan d’aménagement urbain et devient ainsi la première colonie espagnole en Afrique faisant objet d’une étude urbanistique.

## Contexte spatial
Le premier noyau de la ville se situe sur la rive sud de la vallée de Sakia El Hamra et se compose d'une caserne militaire et d'une petite zone résidentielle. La ville continue son expansion vers le sud du début des années 1940 jusqu’à 1975, suivant un tracé orthogonal.
En 1975, le développement de la ville espagnole s'achève avec la fin de la colonisation espagnole.
Dans les années 2010, les quartiers espagnols se situent dans la zone nord-ouest de la ville.

## Style architectural
L'architecture espagnole à Laâyoune est expérimentale. Elle donne naissance à un style architectural singulier, résultant d’une grande symbiose avec l’environnement naturel et une réinterprétation du contexte socio-culturel.
Parmi les constructions emblématiques de cette époque, on retrouve les maisons dômes, appelées "Leqbibat" (القبيبات), conçues par l’architecte Capitán Alonso Allustante. Ces constructions en dômes reposent sur des principes d’architecture bioclimatique: le système de couverture en coupole hémisphérique et le nombre restreint d’ouvertures permettent de réguler naturellement la température intérieure, et d’éviter l’ensablement.

## Monuments
Parmi les monuments importants de l’époque coloniale espagnole à Laâyoune :
- Cathédrale Saint-François d'Assise[4],
- Hôtel Parador[5].

Monuments espagnols à Laâyoune
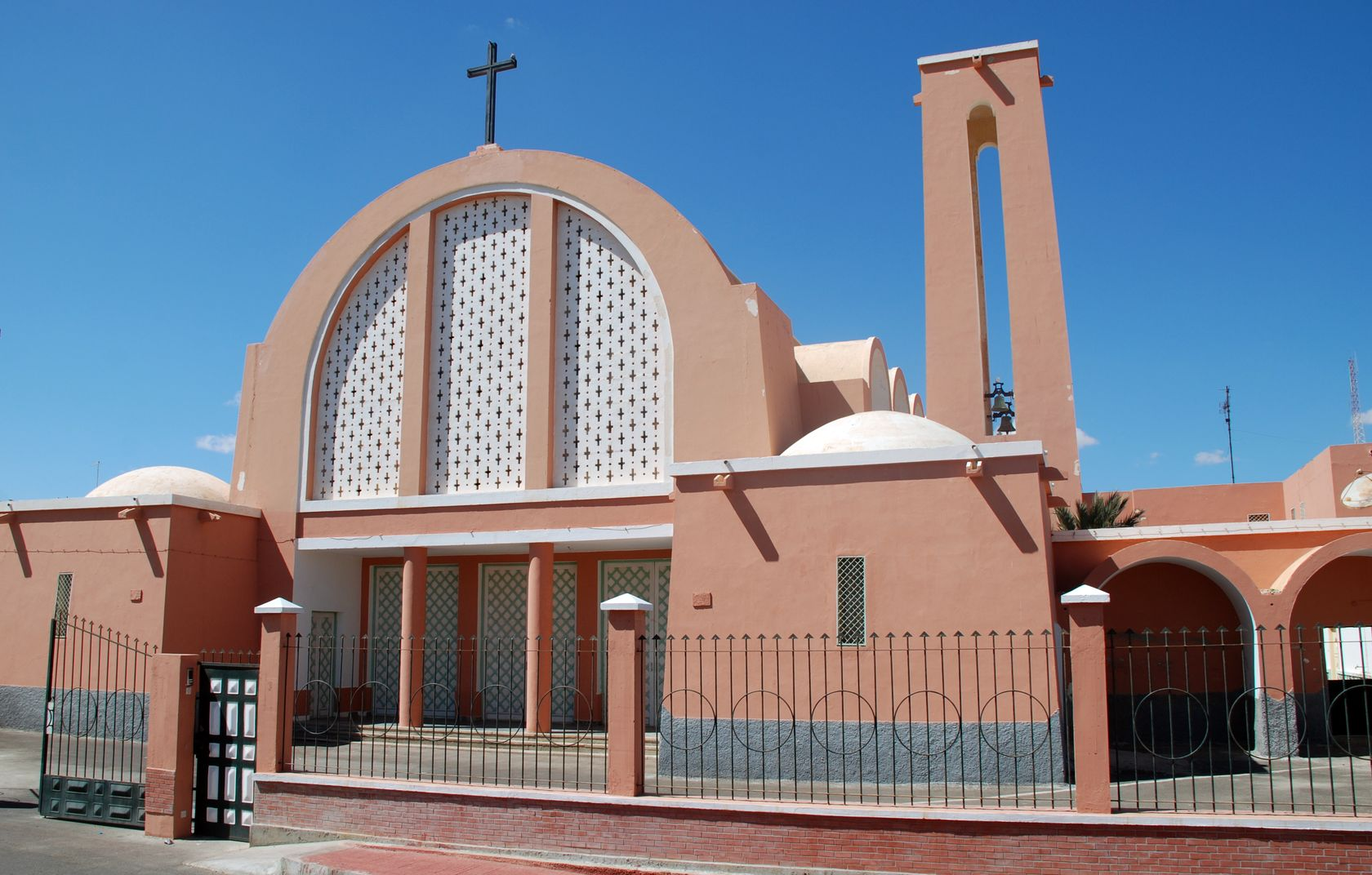
Cathédrale Saint-François d'Assise
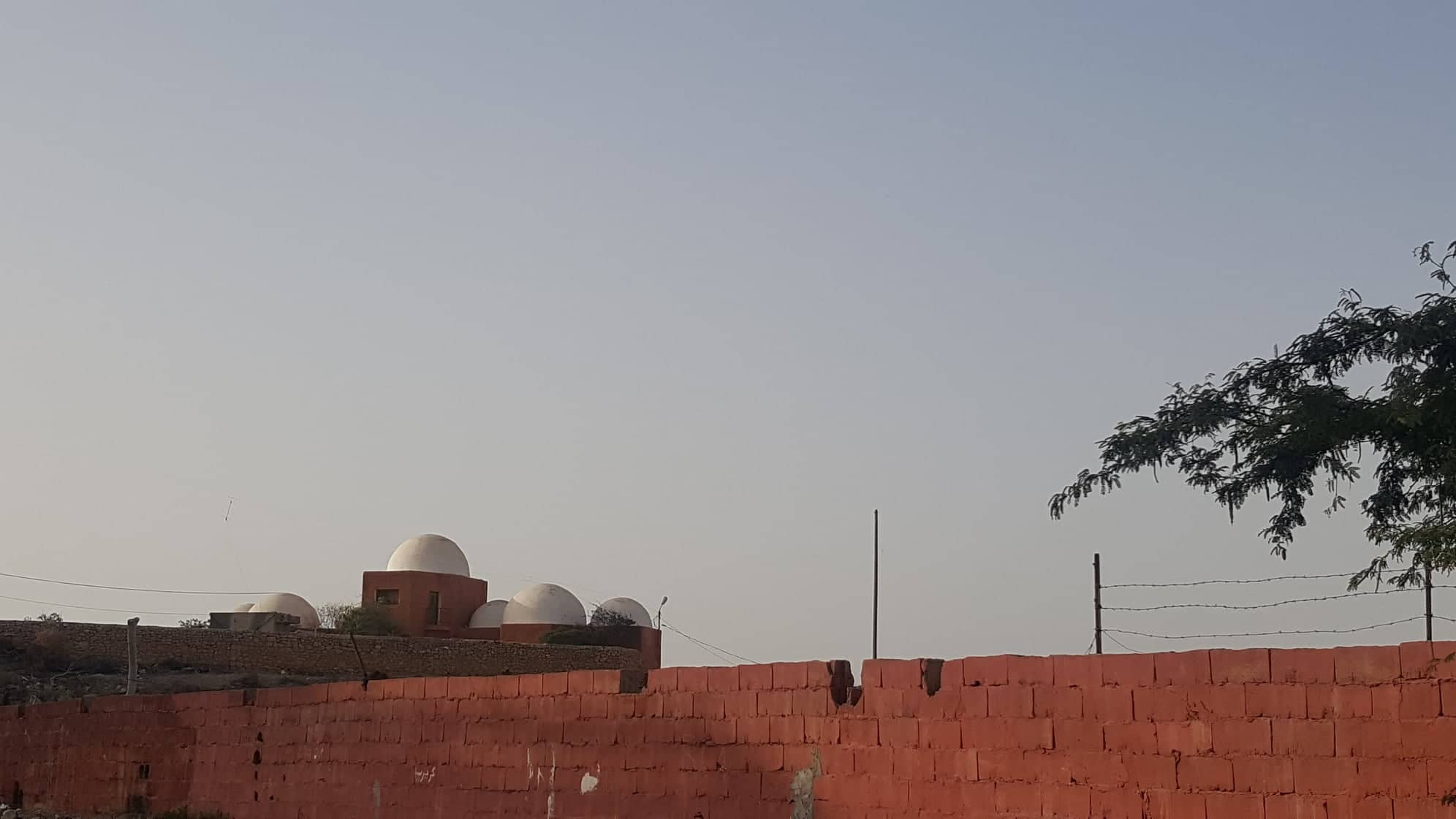
Caserne militaire
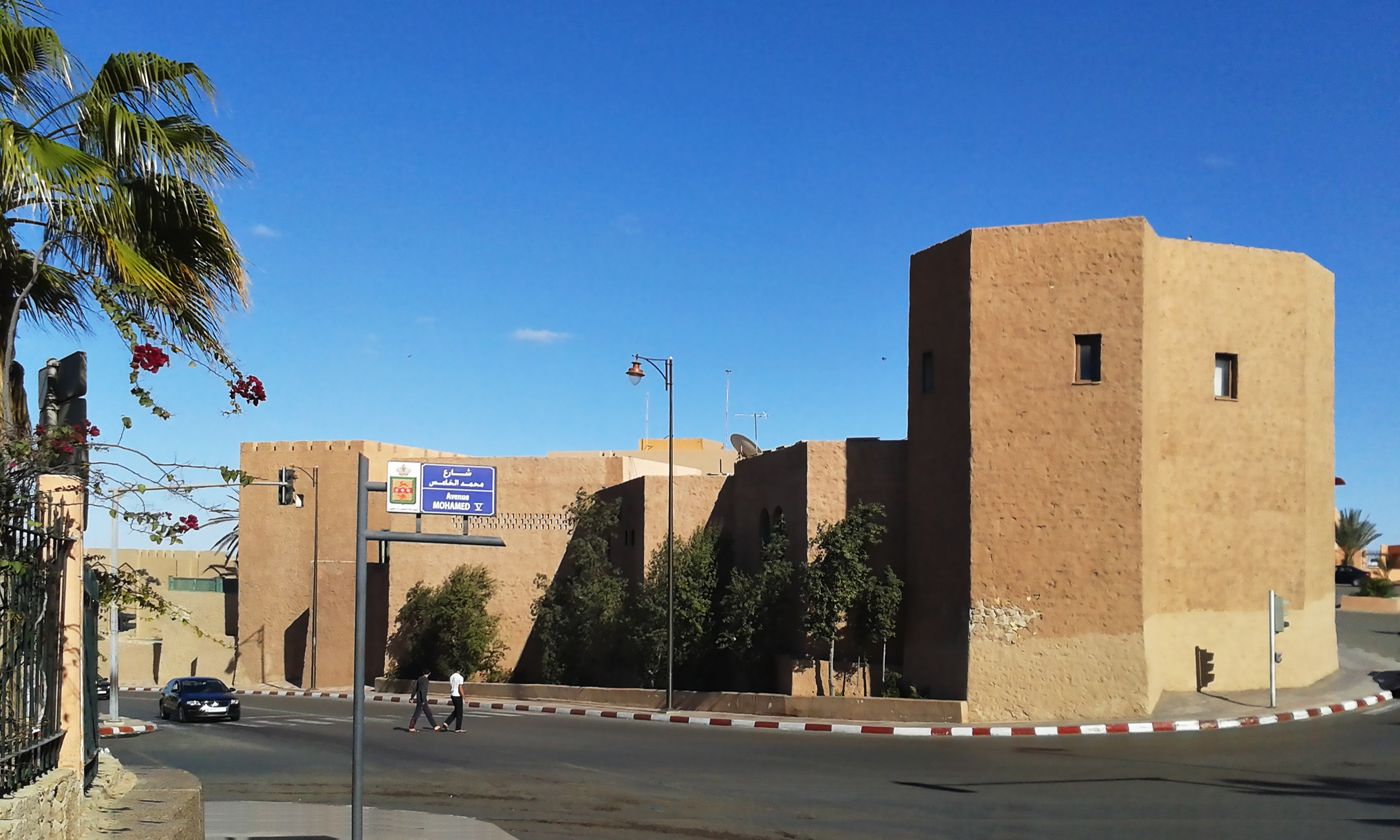
Hôtel Parador
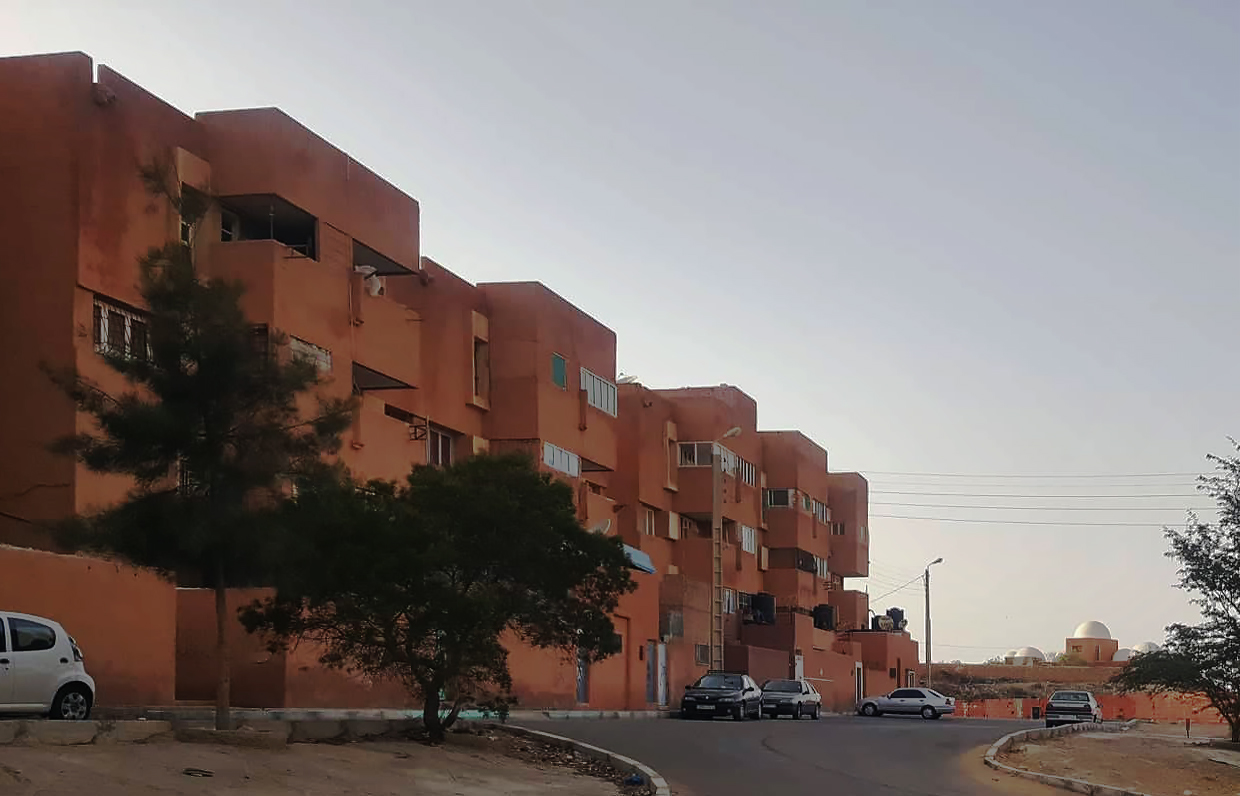
Immeubles résidentiels "Los Pisos"
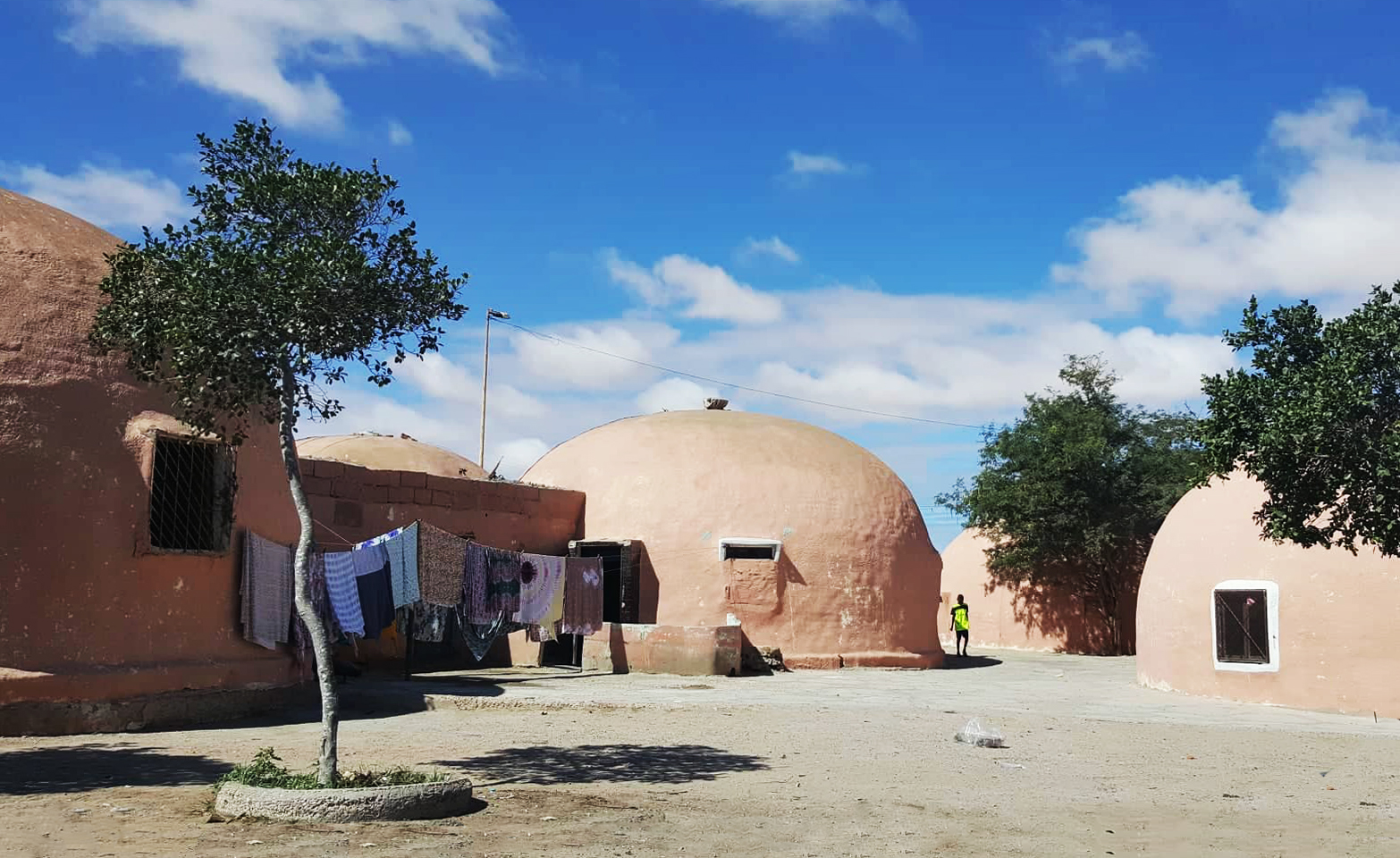
Maisons dômes (Leqbibat)
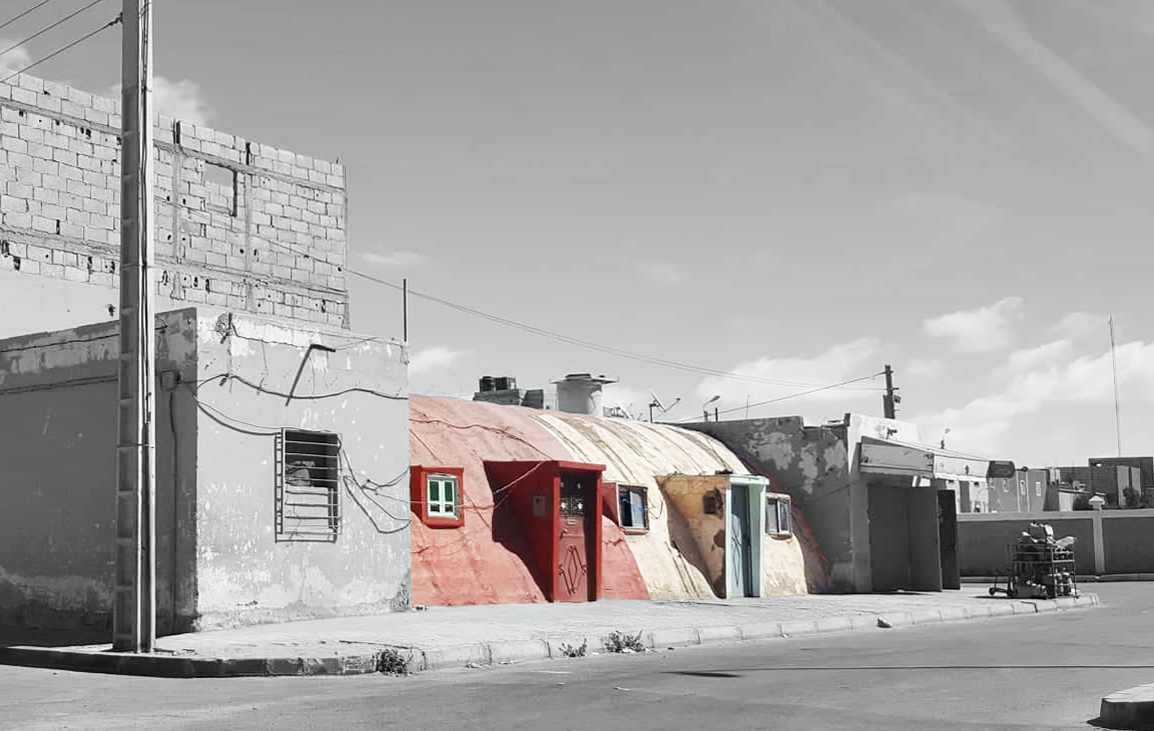
Maisons semi-cylindriques